# Frederik Jacobus Johannes Buytendijk
Frederik Jacobus Johannes Buytendĳk [ˈbœjtəndɛjk] (* 29. dubna 1887 Breda - 21. říjen 1974 Nijmegen), někdy také F. J. J. Buĳtendĳk; byl nizozemský biolog, antropolog a psycholog, jeden ze zakladatelů psychologické antropologie.

## Život
Buytendĳk studoval, bádal a učil na univerzitách v Amsterdamu, Groningenu, Utrechtu, Neapoli, Cambridge, a také v Berlíně, Gießenu, Bonnu a v Basileji. Důležité bylo setkání s vitalistou H. Drieschem a zejména s filosofem Maxem Schelerem a s jeho žáky. V tomto prostředí se prolínaly vlivy fenomenologie s otázkami filosofické antropologie, gestaltismu i teoretické biologie a etologie. Od roku 1918 se stýkal s filosofem a antropologem H. Plessnerem, s nímž také napsal řadu důležitých textů. Ve dvacátých letech se spřátelil s V. von Weizsäckerem a s V. E. von Gebsattelem.
Od roku 1925 byl Buytendijk profesorem fysiologie na univerzitě v Groningenu, během války se však musel skrývat před gestapem. V letech 1946 až 1957 byl profesorem obecné psychologie v Utrechtu, po svém emeritování byl mimořádným profesorem teoretické a srovnávací psychologie na universitách v Nijmegen a v Lovani.

## Dílo
Buytendijk byl velmi originální vědec i myslitel a patří k zakladatelům filosofické antropologie i srovnávací a humánní etologie. Zabýval se sportem a hrou (Povaha a smysl hry, 1933; Fotbal, 1953), lidským výrazem a mimikou, sexualitou (Setkání pohlaví, 1953), srovnávací psychologií (Člověk a zvíře, 1958; Duše psa, 1962) a napsal také knihy O bolesti (s H. Plessnerem, 1962) a Psychologie románu (1966).
- F. J. J. Buytendijk, Zvláštní biologické postavení člověka. In: J. Němec (vyd.), Bolest a naděje, Praha 1992, str. 193-216.
- F. J. J. Buytendijk, První krok z vězení veřejné školy do kvetoucí zahrady mládí. Stará Říše 1935
- F. J. J. Buytendijk, The mind of the dog. London 1935 (anglicky)
- F. J. J. Buytendijk - H. Plessner, Pain, its modes and functions. Chicago 1962 (anglicky)
- F. J. J. Buytendijk, 1933: Wesen und Sinn des Spiels. Berlin: Wolff. (německy)
- F. J. J. Buytendijk, Mensch und Tier : ein Beitrag zur vergleichenden Psychologie. Hamburg 1958 (německy)
- F. J. J. Buytendijk, Psychologie des Romans. Salzburg 1966 (německy)